# 満月照子
満月 照子（まんげつ てれこ）は、日本のライトノベル作家、編集者、プロデューサー。
「狂信的なヤプーフリーク」としても知られる。

## 略歴
2008年 千原ジュニアにマンゲツテレコと名付けられる。
2008年～09年 雑誌『ZIGEN EX』(大洋図書)連載の「射精仕置人ステゴタロー」(イラスト 早見純)でラノベ作家デビュー。(C級C太郎名義)
2012年～16年 ニコニコ公式ブロマガ『ライトノベル版・家畜人ヤプー Yapoo,The Human Cattle,Again』を康芳夫とプロデュース(制作 満月テレコ社)。
2017年 著作『家畜人ヤプーAgain』(伊藤ヒロとの共著)を鉄人社より発表。
2016年～19年 雑誌『comicクリベロン』(リイド社)のコミック連載「家畜人ヤプーREBOOT」(沼正三×三条友美)に関与。単行本第一巻、第二巻（慈愛編）の解説を手掛ける。
2020年、桜井顔一との共著『日本マンガ事件史』を鉄人社から刊行。2021年にはやはり桜井との共著である『定本日本マンガ事件史』が鉄人社文庫から刊行された。
2023年にはノイズシンセによるソロアルバム『Dedicaded to Peter Christopherson & Jhonn Balance from Tokyo＜限定盤＞』が発表された。

## その他の参加作品
- 2008年 書籍『千原ジュニアの題と解 O型編』(太田出版) ISBN 978-4-7783-1126-1 に「編集者」「構成者」としてクレジット有。（C級C太郎名義）
- 2008年 佐藤大の同人誌『裏Rヂュル 四十五の恋』に、夢野久作の作品「髪切虫」をリメイクしたライトノベル短編を寄稿している。(C級C太郎名義)
- 2010年 書籍『劇団ひとり カプチーノを飲みながら Quick Japan Special Issue』(太田出版) ISBN 978-4-7783-1223-7 に「コーディネイト」としてクレジット有。(満月テレコ名義)
- 2011年 書籍『板尾創路とピエール瀧の考える文化 ハチ公はなぜ剥製にされたのか?』(太田出版) ISBN 978-4-7783-1287-9 に「構成者」としてクレジット有。(満月テレコ名義)
- 2020年 書籍『日本マンガ事件史』（桜井顔一との共著 鉄人社）
- 2021年 書籍『定本日本マンガ事件史』（桜井顔一との共著 鉄人社文庫）
- 2022年 書籍『日本特撮トンデモ事件簿』（桜井顔一との共著 鉄人社）
- 2023年 LPレコード『Dedicaded to Peter Christopherson & Jhonn Balance from Tokyo＜限定盤＞』Fullmoontaperecorder